# منصور حکمت
منصور حکمت یا ژوبین رازانی که با نام نادر بهنام نیز شناخته می‌شد، (زاده ۱۳ خرداد ۱۳۳۰ در تهران – درگذشته ۱۳ تیر ۱۳۸۱ در لندن)، فعال سیاسی مارکسیست و مبارز کمونیست و یکی از شخصیت‌های اپوزیسیون جمهوری اسلامی بود. او از بنیان‌گذاران اتحاد مبارزان کمونیست بود که در سال ۱۳۶۲ به همراه کوملهٔ انقلابی زحمتکشان کردستان ایران و چند گروه دیگر حزب کمونیست ایران را پایه‌گذاری کردند. منصور حکمت در سال ۱۳۷۰ از این حزب جدا شد و به همراه دیگر منشعبین حزب کمونیست کارگری ایران و نیز حزب کمونیست کارگری عراق را بنیان‌گذاری کرد.
منصور حکمت بیش از هر چیز به سبب ایجاد جریان جدیدی در چپ ایران شناخته شده است که علاوه بر مخالفت با رژیم سلطنتی و جمهوری اسلامی، تقریباً با همهٔ جریان‌های چپ دیگر ایران نیز به مخالفت برخاسته و مدعی بود که بر جریان چپ ایران در دوره بعد از انقلاب، تفکر پوپولیستی غالب بوده است.

## نام منصور حکمت
نام منصور حکمت در شناسنامه ژوبین رازانی بود و بسیاری ازجمله همسرش آذر ماجدی از او با این نام یاد می‌کنند. او به دلیل حساسیت بسیار بالای هر دو حکومت پادشاهی و جمهوری اسلامی ایران در دو دورهٔ قبل و بعد از انقلاب نسبت به مارکسیسم و گرایش مارکسیستی از نام‌های مستعار مختلفی استفاده می‌کرده است. او در دورهٔ پیش از تشکیل حزب کمونیست ایران با نام بهرام فعالیت می‌کرد. در دورهٔ تشکیل حزب کمونیست و حزب کمونیست کارگری هم عموماً او را با نام تشکیلاتی نادر خطاب می‌کردند. اما در نهایت او با نام منصور حکمت شناخته شد و اغلب آثارش را نیز به این نام منتشر کرده است.

## زندگی

### دوران کودکی در ایران
منصور حکمت در ۱۳ خرداد ۱۳۳۰ در یک خانوادهٔ طبقهٔ متوسط در تهران متولد شد. پدرش در رشتهٔ اقتصاد تحصیل کرده‌بود و کارمند عالی‌رتبهٔ دولت بود و بعداً مدتی هم به وکالت پرداخت. مادر وی نیز که سعیده رازانی نام دارد معلم و مدیر دبیرستان و وکیل دادگستری است. او تحصیلات دورهٔ متوسطهٔ را در دبیرستان البرز تهران به پایان رساند. سپس به شیراز رفت و در در رشتهٔ اقتصاد در دانشگاه شیراز به تحصیل پرداخت. منصور حکمت پس از گرفتن مدرک کارشناسی در رشتهٔ اقتصاد عازم انگلستان شد و در دانشگاه‌هایی چون دانشگاه کنت و «دانشگاه باث» ادامهٔ تحصیل داد. او نخستین بار در سال ۱۹۷۳ و در لندن با مارکسیسم آشنا شد. با این وجود حکمت در میان تحصیل به دلیل دگرگون شدن اوضاع ایران و وقوع انقلاب، به ایران بازگشت و تحصیلات دانشگاهی را برای همیشه رها کرد.

### زندگی شخصی
منصور حکمت با آذر ماجدی ازدواج کرد و این دو تا زمان مرگ حکمت در سن ۵۱ سالگی در رابطهٔ زناشویی بودند. آن‌ها صاحب سه فرزند شدند که یکی از آن‌ها دختر و دو فرزند دیگر پسر هستند.

## فعالیت سیاسی

### انقلاب سال ۱۳۵۷
بعد از بازگشت به ایران، به اتفاق جمعی از همفکرانش، هستهٔ سهند را تشکیل دادند و چندی بعد، از دل آن، اتحاد مبارزان کمونیست را بنیان گذاشتند. او به همراه حمید تقوایی جریان اتحاد مبارزان کمونیست را ساختند. از چهره‌های شاخص این جریان مهدی میرشاه‌زاده بود که بعدها در زندان جمهوری اسلامی کشته شد. اتحاد مبارزان کمونیست که جریان فکری و سیاسی آن با نام مارکسیسم انقلابی مشهور شده بود، مدعی بود جریانی جدید در چپ ایران را نمایندگی می‌کند. این جریان توانست در تماس با کومه له چندین سازمان چپگرای دیگر و تلاش برای ایجاد انشعاب در بخش‌هایی از سازمان‌های خط سه، هوادارانی پیدا کند.
اولین اثر منصور حکمت که به‌طور مشترک با حمید تقوایی، رهبر کنونی حزب کمونیست کارگری ایران، نگاشته شد، انقلاب ایران و نقش پرولتاریا: خطوط عمده نام دارد که به‌خوبی مواضع این جریان جدید را که بیشتر از دل کمونیسم غربی بیرون آمده است تا گرایش‌های کمونیستی مرسوم در ایران، مشخص می‌کند.
حکمت خود را پیرو کارل مارکس، فردریک انگلس و ولادیمیر لنین می‌دانست و بعدها، جنبش خود را که به عقیدهٔ وی چیزی جز ادامهٔ همان جنبشی که مارکس و انگلس و لنین به آن تعلق داشتند، نبود، کمونیسم کارگری نامید. این نام نماد تفاوت‌های این جنبش با بقیهٔ جریان‌ها و جنبش‌هایی است که به زعم او «غیرکارگری» و «بورژوایی» بودند.

### تشکیل حزب کمونیست ایران
منصور حکمت از مؤثرترین چهره‌های تشکیل حزب کمونیست ایران بود. از آغاز کار، منصور حکمت به همراه دیگر کمونیستهایی که مارکسیسم انقلابی را قبول داشتند، بر ضرورت تشکل و فعالیت حزبی تأکید داشتند و به این منظور بر تأسیس حزب کمونیست ایران پافشاری می‌کردند. آن‌ها پس از نقد همهٔ تئوری‌هایی که تشکیل حزب کمونیست را به دلایل مختلف ازجمله به علت عدم نزدیکی با طبقهٔ کارگر، (معروف به تئوری پیوند) رد می‌کرد، در صدد تأسیس حزب کمونیست ایران برآمدند.
در این سال‌ها، کومه‌له (به کردی: جامعه)، سازمان انقلابی زحمت‌کشان کردستان ایران، که سازمانی مسلح در کردستان ایران به حساب می‌آمد و بر بعضی از مناطق مرکز و شمال کردستان ایران تسلط داشت، به نقد خط‌مشی مائوئیستی خود پرداخت و از مارکسیسم انقلابی دفاع کرد و برای اتحاد مبارزان کمونیست پیغام فرستاد. اینکه کومله آن‌ها را جدی گرفته است، بهت و ناباوری اعضای اتحاد مبارزان کمونیست را برانگیخت. گرچه این سازمان در این سال‌ها بسیار رشد کرده بود و چند هستهٔ کارگری داشت، هنوز از نظر اندازه قابل مقایسه با سازمان عظیمی چون کومه له نبود.
به‌هرحال در ۱۱ شهریور ۱۳۶۲ کومه له، اتحاد مبارزان کمونیست و تعدادی از کمونیستهای عضو پیکار و چریک‌های فدائی که هم‌زمان با بقیهٔ سازمان‌های چپ، سال‌های تلخ کشتار و دستگیری‌های شدید توسط حاکمیت جمهوری اسلامی ایران و نابودی حوزه‌ها و هسته‌های حزبی و کارگری را سپری می‌کردند، به تشکیل حزب کمونیست ایران اقدام کردند.

## تشکیل حزب کمونیست کارگری ایران و مهاجرت به خارج از ایران
منصور حکمت، در نقد عدم پیشروی مارکسیسم انقلابی در حزب کمونیست ایران و ضرورت کارگری شدن این حزب با مشاوره رضا مقدم در دههٔ هفتاد هجری شمسی، فراکسیون «کمونیسم کارگری» را در «حزب کمونیست ایران» تشکیل داد که علاوه بر این دو نفر، ایرج آذرین و کورش مدرسی را هم دربرگرفت. همان‌طور که قبلاً اشاره شد، این نام نشان‌دهندهٔ تفاوت خط فکری آنان با جنبش‌های دیگری بود که خود را کمونیست می‌نامیدند، اما به زعم آن‌ها «غیرکارگری» بودند. بعد از مدتی، حکمت به همراه دیگر اعضای بنیان‌گذار و عضو فراکسیون کمونیسم کارگری از این حزب جدا شدند و «حزب کمونیست کارگری ایران» را بنیان گذاشتند.
این حزب، در اوایل دههٔ ۹۰ و در اوج فروپاشی اتحاد جماهیر شوروی سوسیالیستی، و حملهٔ همهٔ متفکران و قشرها مختلف به کمونیسم، تشکیل شده بود و تلاش داشت که یک کمونیسم کارگری را در چپ ایران شکل بدهد.
اولین انشعاب در حزب کمونیست کارگری در اواخر دهه ۹۰ میلادی رخ داد. در سال ۱۹۹۹ پس از دومین کنگره این حزب، قریب ۱۰۰ نفر از اعضا و کادرهای این حزب، در اعتراض به مباحث جدید این حزب، استعفا کردند.
با این وصف، حککا، که منصور حکمت اصرار داشت باید از چیزی که او «گروه فشار» و «دستگاه تبلیغ و ترویج» می‌نامید به یک «حزب سیاسی» واقعی تبدیل شود و با گرفتن قدرت سیاسی در ایران، زندگی مردم را تغییر دهد، به تدریج شهرت بیشتری یافت، به‌طوری‌که در کنگرهٔ سوم این حزب در سال ۲۰۰۰، منصور حکمت، سال مذکور را «سال حزب کمونیست کارگری» نامید. به این اعتبار که این حزب اتفاق جدیدی است که در صحنهٔ سیاست ایران رخ نموده است.

## سرطان و پایان زندگی
منصور حکمت به‌طور بسیار ناگهانی در سال ۱۳۸۱ هنگام ۵۱ سالگی‌اش، به دلیل بیماری سرطان، در لندن و در کنار خانواده‌اش درگذشت. پس از مرگ او جنبش کمونیستی کارگری یکی از چهره‌های شاخص دوره خود و حزب کمونیست کارگری رهبر، متفکر و نظریه‌پرداز خود را از دست داد.
آرامگاه او در گورستان های‌گیت (Highgate Cemetery) لندن و در مقابل آرامگاه خانوادگی کارل مارکس، قرار دارد.

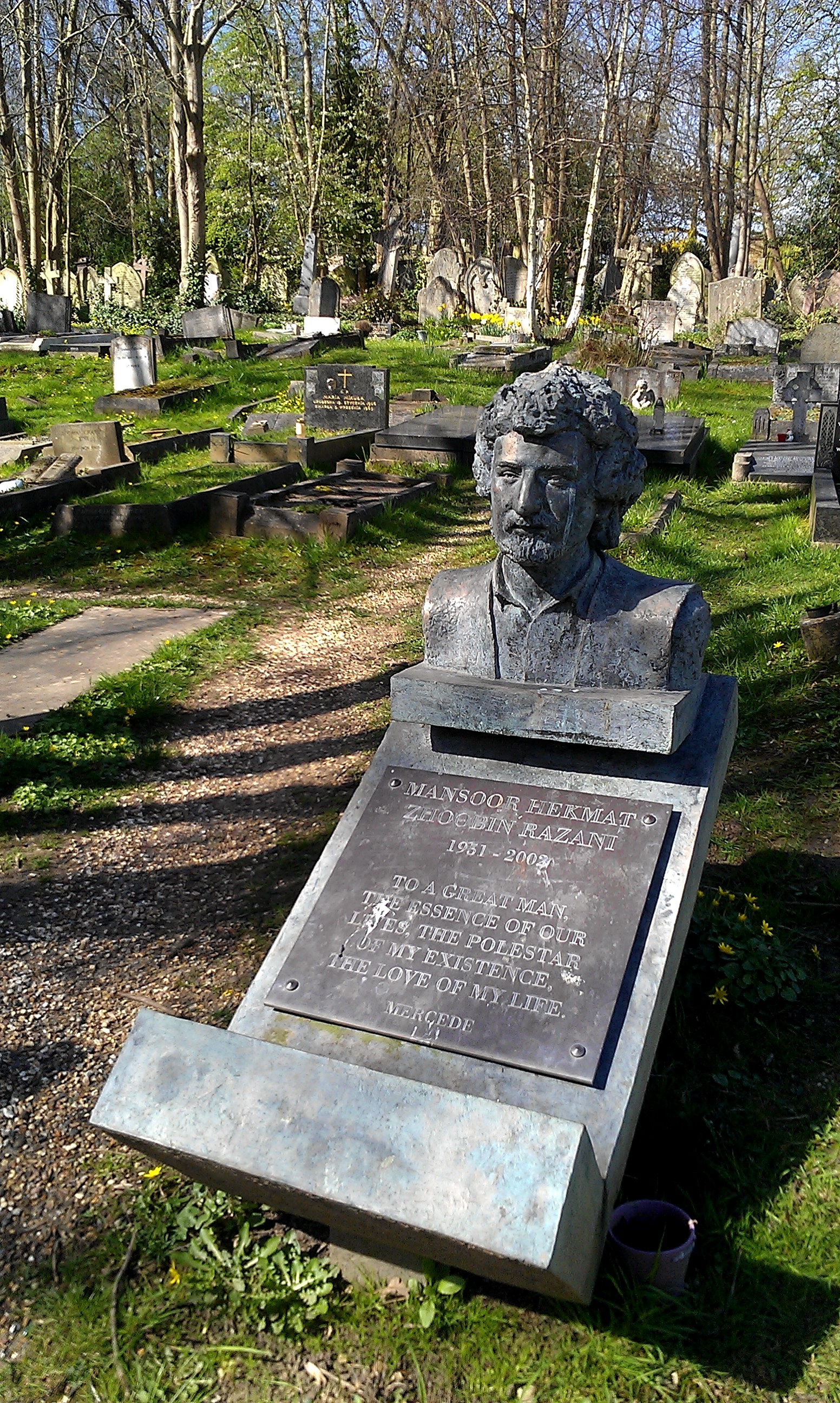
آرامگاه منصور حکمت در گورستان هایگیت لندن
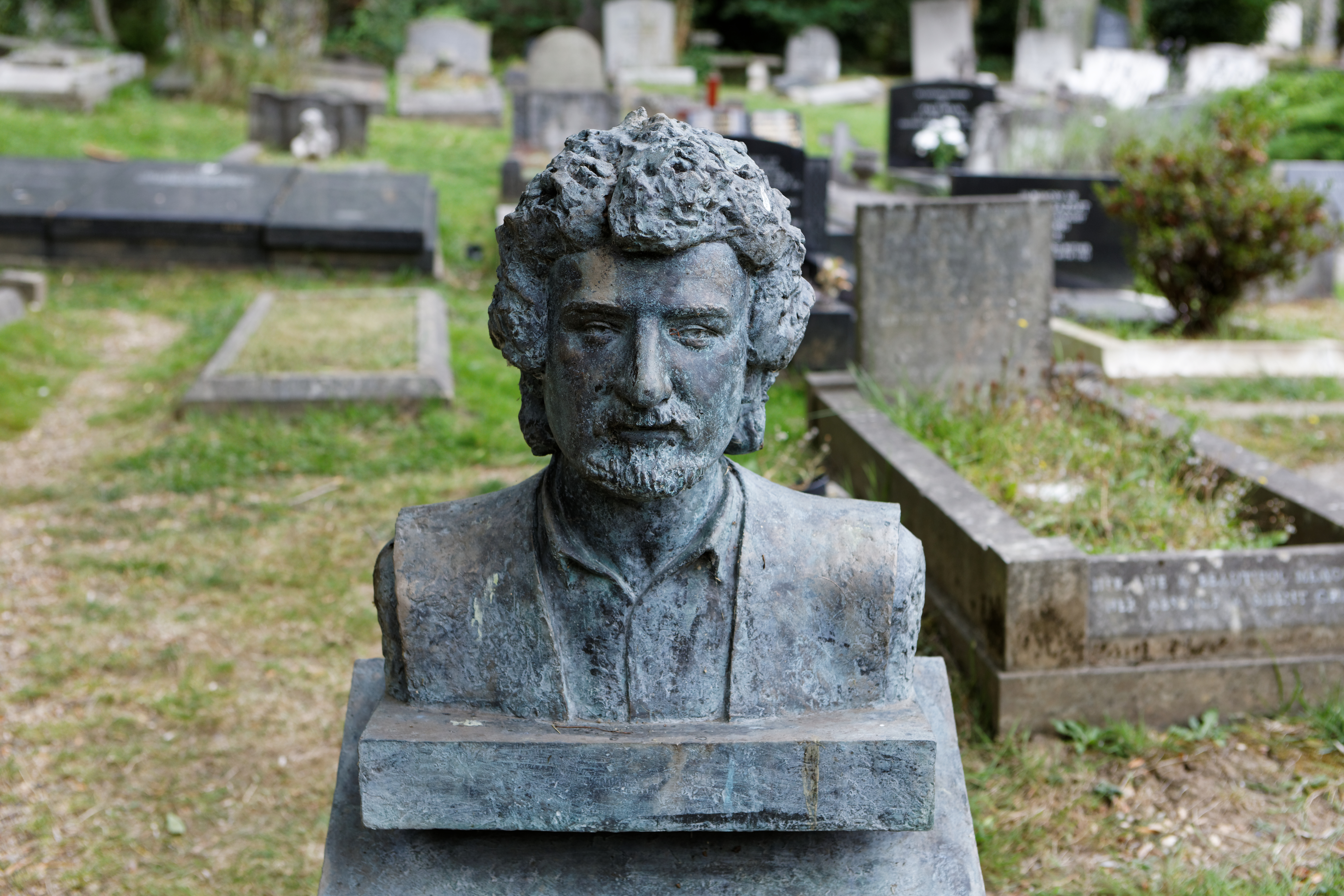
سردیس یادبود حکمت بر روی سنگ مزارش

## حکمت، پس از مرگش
حزب کمونیست کارگری ایران، پس از مرگ حکمت، همچنان یکی از نیروهای صحنهٔ سیاست ایران باقی‌ماند. این حزب به پاس زحمات وی، همه جا، نام و خط منصور حکمت را خط و جریان خود اعلام کرد و در بالای تقریباً تمام نشریاتش، عکسی از حکمت همراه با یکی از گفتارهای او را که به شعار حزب تبدیل شد، جای داد. «اساس سوسیالیسم انسان است. سوسیالیسم جنبش بازگرداندن اختیار به انسان است».'

## مواضع و نظریات مختلف حکمت

### در موردانقلاب اکتبرواتحاد شوروی
حکمت، از جمله در اثر معروف خود مارکسیسم و جهان امروز، بر بازگشت به مارکس و موضوعیت لنین و لنینیسم تأکید داشت و حزب خود را حزبی بلشویکی می‌دانست. او علی‌رغم این که طرفدار لنین و انقلاب اکتبر بود، عقیده داشت انقلاب روسیه پس از مرگ لنین، در فاز اقتصادی شکست خورده است و این را که اتحاد جماهیر شوروی حدود هشتاد سال به عنوان یکی از دو قطب نیرومند دنیا مطرح بود، ذره‌ای مربوط به انقلاب اکتبر نمی‌دانست و عقیده داشت این در واقع عروج جنبش ملی روسیه تحت رهبری جوزف استالین است.

### در مورد دموکراسی
منصور حکمت اعتقادی به مقوله دموکراسی نداشت و این مورد دموکراسی، بخصوص پس از پایان جنگ سرد، موضع بسیار تندی داشت و در اثر معروف خود، دموکراسی: تعابیر و واقعیات، به بیان این مطلب پرداخت که دموکراسی نه بر سر آزادی انسان که بر سر حکومت یک طبقه است و از این رو، پوچ است.

### سقط جنین
منصور حکمت از مخالفین سقط جنین بود و آن را قتل عمد می‌دانست. حکمت می‌نویسد: «این خواست اکثریت عظیم مردم و قبل از همه خواست هرکسی است، چه زن و چه مرد، که درد ناشی از سقط جنین را در زندگی مستقیم خود حس کرده باشد. من سراغ ندارم کسی یا جنبشی را که نفس عمل سقط جنین را به عنوان یک عمل تعالی بخش انسانی تقدیس کند. بی‌احساسی و بی‌تفاوتی عاطفی نسبت به این مسئله در محافل بنیادگرا در جنبش فمینیستی وجود دارد. اما این بیشتر حاصل تربیت سیاسی سکتاریستی و تعصبات ایدئولوژیکی و فرقه‌ای اینهاست تا رجعتی به احساس واقعی شان به عنوان انسان.»

### تغییر الفبای فارسی
منصور حکمت همچنین در زمینهٔ تغییر الفبای فارسی به الفبای لاتین و در واقع رومانیزاسیون آن نیز فعالیت می‌کرد و به همین منظور کنوانسیون اوروفارسی را بنیان گذاشت.